# Defensa de los dos caballos
|       |       |       |       |       |       |       |       |       |  |
|       | a8 rd | b8    | c8 bd | d8 qd | e8 kd | f8 bd | g8    | h8 rd |  |
| a7 pd | b7 pd | c7 pd | d7 pd | e7    | f7 pd | g7 pd | h7 pd |       |  |
| a6    | b6    | c6 nd | d6    | e6    | f6 nd | g6    | h6    |       |  |
| a5    | b5    | c5    | d5    | e5 pd | f5    | g5    | h5    |       |  |
| a4    | b4    | c4 bl | d4    | e4 pl | f4    | g4    | h4    |       |  |
| a3    | b3    | c3    | d3    | e3    | f3 nl | g3    | h3    |       |  |
| a2 pl | b2 pl | c2 pl | d2 pl | e2    | f2 pl | g2 pl | h2 pl |       |  |
| a1 rl | b1 nl | c1 bl | d1 ql | e1 kl | f1    | g1    | h1 rl |       |  |
|       |       |       |       |       |       |       |       |       |  |

Defensa de los dos caballos

La Defensa de los dos caballos (ECO C55-C59) es una apertura de ajedrez caracterizada por las siguientes jugadas en notación algebraica:
1.e4 e5

2.Cf3 Cc6

3.Ac4 Cf6.
Se considera una de las mejores respuestas contra la apertura italiana (3.Ac4), pero hay que estar dispuesto a sufrir los embates del ataque Fegatello, y del ataque Max Lange, por lo demás, perfectamente superables cuando se conoce la defensa. Por otra parte se trata de una defensa muy flexible, capaz de transponer a otras aperturas y defensas. Lo que trata el negro es desarrollarse rápidamente atacando las piezas blancas, por esa misma razón el negro no debe de entretenerse en capturar peones aparentemente indefensos.
Se trata de una de la aperturas más antiguas del ajedrez, ya que las primeras partidas de esta defensa se documentan en el siglo XVI.
Línea principal
1.e4 e5

2.Cf3 Cc6

3.Ac4 Cf6
Las continuaciones más habituales son:
4.d3
4.d4 exd4
... 5.e5 d5 6.Ab5 Ce4 7.Cxd4 Ac5 8.Cxc6 Axf2+ 9.Rf1 Dh4
... 5.Cg5
... 5.0-0 Cxe4 6.Te1 d5 
... 7.Axd5 Dxd5 8.Cc3 Da5 9.Cxe4 Ae6 10.Ag5 h6 11.Ah4 g5 12.Cf6+ Re7 13.b4 Ataque Yurdansky
... 7.Cc3 Variante Canal
4.Cg5 Ac5
4.Cg5 d5
... 5.exd5 b5
... 5.exd5 Cd4
... 5.exd5 Cd4 6.c3 b5 7.Af1 Cxd5 8.Ce4
... 5.exd5 Cxd5 6.d4 Ataque Lolli
... 5.exd5 Cxd5 6.d4 Ab4+

## Ataque Max Lange
El ataque Max Lange inicia un impetuoso y agudo ataque por parte de los dos bandos, pero especialmente contra las negras, que se puede superar si se juega con precisión, aunque si no es así se cae en posiciones perdidas.
|       |       |       |       |       |       |       |       |       |  |
|       | a8 rd | b8    | c8 bd | d8 qd | e8 kd | f8    | g8    | h8 rd |  |
| a7 pd | b7 pd | c7 pd | d7 pd | e7    | f7 pd | g7 pd | h7 pd |       |  |
| a6    | b6    | c6 nd | d6    | e6    | f6 nd | g6    | h6    |       |  |
| a5    | b5    | c5 bd | d5    | e5    | f5    | g5    | h5    |       |  |
| a4    | b4    | c4 bl | d4 pd | e4 pl | f4    | g4    | h4    |       |  |
| a3    | b3    | c3    | d3    | e3    | f3 nl | g3    | h3    |       |  |
| a2 pl | b2 pl | c2 pl | d2    | e2    | f2 pl | g2 pl | h2 pl |       |  |
| a1 rl | b1 nl | c1 bl | d1 ql | e1    | f1 rl | g1 kl | h1    |       |  |
|       |       |       |       |       |       |       |       |       |  |

Línea principal
1.e4 e5

2.Cf3 Cc6

3.Ac4 Cf6

4.d4 exd4

5.0-0 Ac5
Las mejores respuestas son:
6.e5 d5 7.exf6 dxc4 8.Te1+ Ae6 
... 9.Cg5 Dd5 10.Cc3 Df5
... 11.g4 Dg6 12.Cce4 Ab6 13.f4 0-0-0
... 11.Cce4 Af8
... 9.Cg5 g6
... 9.fxg7
6.e5 Cg4
6.e5 Cg4 7.c3

## Ataque Fegatello
El ataque Fegatello (ECO: C57) es uno de los más interesantes en la Defensa de los dos caballos, proporciona partidas abiertas y dinámicas, aunque con un juego preciso de las negras el blanco queda inferior. Es muy popular y ningún jugador de la Defensa de los dos caballos debe pasarlo por alto.
|       |       |       |       |       |       |       |       |       |  |
|       | a8 rd | b8    | c8 bd | d8 qd | e8 kd | f8 bd | g8    | h8 rd |  |
| a7 pd | b7 pd | c7 pd | d7 pd | e7    | f7 pd | g7 pd | h7 pd |       |  |
| a6    | b6    | c6 nd | d6    | e6    | f6 nd | g6    | h6    |       |  |
| a5    | b5    | c5    | d5    | e5 pd | f5    | g5 nl | h5    |       |  |
| a4    | b4    | c4 bl | d4    | e4 pl | f4    | g4    | h4    |       |  |
| a3    | b3    | c3    | d3    | e3    | f3    | g3    | h3    |       |  |
| a2 pl | b2 pl | c2 pl | d2 pl | e2    | f2 pl | g2 pl | h2 pl |       |  |
| a1 rl | b1 nl | c1 bl | d1 ql | e1 kl | f1    | g1    | h1 rl |       |  |
|       |       |       |       |       |       |       |       |       |  |

Línea principal
1.e4 e5

2.Cf3 Cc6

3.Ac4 Cf6

4.Cg5
La mejor respuesta es:
4.Cg5 d5 5.exd5 Ca5
... 6.Ab5+
... 6.Ab5+ c6 7.dxc6 bxc6
... 8.Df3 Dc7 9.Ad3
... 8.Df3 Tb8
... 8.Ae2 h6 9.Ch3
También es posible
4.Cg5 d5
... 5.exd5 Cxd5 6.Cxf7
... 5.exd5 Ca5
... 5.exd5 Ca5 6.d3
... 5.exd5 Ca5 6.d3 h6 7.Cf3 e4 8.De2 Cxc4
... 9.dxc4 Ac5 10.Cfd2
... 9.dxc4 Ae7